# Provincie Alessandria
Alessandria (Provincia di Alessandria) je provincie na jihovýchodním okraji oblasti Piemont. Na severu sousedí s provincií Vercelli, na západě s provinciemi Torino a Asti, na severovýchodě s provincií Pavia, na východě s provincií Piacenza a na jihu s provinciemi Genova a Savona.

## Geografie
Území provincie je ze tří čtvrtin hornaté. Na severu mezi horami protékají řeky Pád a Tanaro. Ve středu provincie je úrodná nížina protékaná řekami Tanaro, Bormida a jejich přítoky. Na jihozápadě jsou hory Val Bormida, Val d'Erro a Val d'Orba, které se spojují s Apeninami.

## Zemědělství
V rozlehlé centrální nížině se pěstuje hlavně obilí: pšenice, ječmen, kukuřice, sója, slunečnice. Rozšířené je i pěstování cukrové řepy, která směřuje do průmyslu. V rovinách kolem Casale jsou v létě rýžová pole.

## Okolní provincie
| Růžice kompasu | Torino | Vercelli              | Pavia    | Růžice kompasu |
| Růžice kompasu | Asti   | Sever                 | Piacenza | Růžice kompasu |
| Růžice kompasu | Asti   | Provincie Alessandria | Piacenza | Růžice kompasu |
| Růžice kompasu | Asti   | Jih                   | Piacenza | Růžice kompasu |
| Růžice kompasu | Savona |                       | Genova   | Růžice kompasu |